# Алто Серменца
А̀лто Сермѐнца (на италиански: Alto Sermenza) е община в Северна Италия, провинция Верчели, регион Пиемонт. Административен център на общината е село Римаско (Rimasco), което е разположено на 906 m надморска височина. Населението на общината е 155 души (към 2018 г.).
Общината е създадена в 1 януари 2018 г. Тя се състои от предшествуващите общини Рима Сан Джузепе и Римаско.